# Partido Social Democrata (Portugal)
De Sociale Democratische Partij (Portugees: Partido Social Democrata) is een gematigd conservatieve partij in Portugal.

## Geschiedenis
De Sociale Democratische Partij werd op 6 mei 1974 opgericht als Partido Popular Democrático, een paar weken na de Anjerrevolutie. Oprichters waren o.a. Francisco Sá Carneiro, Francisco Pinto Balsemão en Joaquim Magalhães Mota. Op 15 mei werd het eerste partijcongres gehouden en op 24 juni werd er een politiek comité gevormd waarin Francisco Sá Carneiro, Francisco Pinto Balsemão, Joaquim Magalhães Mota, Barboso de Melo, Carlos Mota Pinto, Montalvão Machado, Miguel Veiga, Ferreira Júnior, António Carlos Lima, António Salazar Silva, Jorge Correia de Cunha, Jorge Figueiredo Dias en Jorge Sá Borges zitting namen.
Op 17 januari 1975 werd de partij door het Hooggerechtshof erkend.
De PPD trachtte aanvankelijk toe te treden tot de Socialistische Internationale. Toen lidmaatschap door Socialistische Internationale werd afgewezen, begon de partij een meer centrumgerichte koers te varen. Later schoof de partij op naar centrumrechts. In 1976 werd de partijnaam gewijzigd in Partido Social Democrata.
Tussen 1974 en 1979 nam de PSD deel aan diverse coalities. In 1979 werd samen met het Democratisch Social Centrum (de huidige Volkspartij) een verkiezingsalliantie gesloten, Democratische Alliantie (AD) genaamd. De AD won de verkiezingen van 1979 en vormde een regering onder de populaire Francisco Sá Carneiro. In 1980 won de AD de verkiezingen opnieuw en zat haar zetelaantal in het Portugees parlement (Assembleia da República bijna verdubbeld. De charismatische Sá Carneiro kwam eind 1980 bij een vliegtuigongeval om het leven. Zijn opvolger als premier werd Francisco Pinto Balsemão. Pinto Balsemão nam tevens het voorzitterschap op zich. Pinto Balsemão bleek echter veel minder populair en charismatisch dan Sá Carneiro en in 1983 verloor de AD de verkiezingen en werd de alliantie ontbonden.
Ondanks het verlies, bleef de PSD in de regering. De Socialistische Partij (PSP) vormde een nieuwe regering, het Centrumblok genaamd, waarin ook de PSD zitting had. De rechtervleugel van de PSD onder Aníbal Cavaco Silva was fel tegen de coalitie en toen de Cavaco Silva in juni 1985 tot voorzitter van de PSD werd gekozen, werd het Centrumblok ontbonden. De verkiezingen die kort daarop werden gehouden werden gewonnen door de PSD en Cavaco Silva werd premier van een minderheidsregering. In 1991 won de PSD de verkiezingen en Cavaco Silva bleef minister-president.
De toenemende werkloosheid en de verslechterde economie in Portugal, leidde in 1995 tot een verkiezingsoverwinning van de PSP. Ook in 1999 werden de verkiezingen verloren. In 2002 was de PSD terug van weggeweest en won de verkiezingen. José Manuel Barroso vormde een regering met de Volkspartij (PP) en werd minister-president. Barroso trad op 17 juli 2004 af omdat hij voorzitter van de Europese Commissie werd. Pedro Santana Lopes volgde hem op als premier. Links was verbolgen over het feit dat de socialistische president Jorge Sampaio geen nieuwe verkiezingen uitschreef in plaats van een premierswisseling toestond. President Sampaio zag echter niets in nieuwe verkiezingen omdat hij vond dat de PSD/PP-regering de economische problemen moest oplossen. Eind 2005 schreef Sampaio toch nieuwe verkiezingen uit, deze werden gewonnen door de PS. José Sócrates van de PS vormde daarop een coalitie met de PP. Deze regering trad op 12 maart 2005 aan. Sindsdien was de PSD de grootste oppositiepartij in het parlement. Vanaf 2010 was Pedro Passos Coelho de partijleider van de PSD.
Na de verkiezingen van 5 juni 2011 verloor de partij van premier Sócrates en won de PSD. Daarop vormde Passos Coelho een regering met de conservatieve CDS-PP. Vanaf 21 juni 2011 was Passos Coelho premier van Portugal en had de partij de meeste zetels in het parlement. Na de parlementsverkiezingen van 2015 bleef de partij de grootste van het land, maar vormde de socialist António Costa een nieuwe regering. Passos Coelho bleef nog tot februari 2018 partijleider en werd toen opgevolgd door Rui Rio. Onder diens leiding incasseerde de partij een verlies van tien zetels bij de parlementsverkiezingen van 2019 en een verlies van nog eens twee zetels in 2022.
Na negen jaar oppositievoeren tegen de socialistische regering van António Costa slaagde de PSD er bij de parlementsverkiezingen van 2024 weer in de grootste partij te worden. De partij maakte bij deze verkiezingen deel uit van de Democratische Alliantie (Aliança Democrática). Luís Montenegro, die Rui Rio in 2022 opvolgde als partijleider van de PSD, vormde vervolgens een kabinet. Een samenwerking met de rechts-populistische partij Chega werd, ondanks de forse winst van deze partij, uitgesloten.

## Ideologie
Ofschoon de partijnaam suggereert dat de PSD een sociaaldemocratische partij is, is dit niet het geval. De oprichters van de PPD (voorganger van de PSD) waren in 1974 wel van plan om een centrumlinkse partij op te richten, maar de partij ontwikkelde zich spoedig in centristische, later centrumrechtse richting. In 1975/1976 werd de PSD niet toegelaten tot de Socialistische Internationale, omdat het sociaaldemocratische gedachtegoed in traditioneel-linkse zin ontbrak. Zeker onder Aníbal Cavaco Silva schoof de partij in de jaren 80 van de twintigste eeuw op naar rechts.
Anno 2006 kan men de partij omschrijven als gematigd conservatief, licht populistisch, liberaal en sociaal.
De partijslogan luidt: "Vrijheid, Gelijkheid en Solidariteit."

## Jeugdbeweging en krant
Er bestaat een jeugdbeweging, Juventude Social Democrata (JSD) genaamd.
De voornaamste aan de PSD gebonden krant is Povo Livre ("Vrije Volk").

## PSD in Europees verband
De PSD is een voorstander van de Europese eenwording. Tot voor kort was de PSD aangesloten bij de Partij van Europese Liberalen en Democraten (ELDR), maar nu maakt ze deel uit van de Christendemocratische Europese Volkspartij (EVP). De partij heeft 6 afgevaardigden in het Europees Parlement.
De PSD maakt ook deel uit van de Internationale Democratische Unie (IDU), een wereldwijd samenwerkingsverband van conservatieve partijen, zoals de Republikeinse Partij (VS).

## Lijst van voorzitters van de PSD
- 1974-1978: Francisco Sá Carneiro
- 1978: António Sousa Franco
- 1978: José Menéres Pimentel
- 1978-1980: Francisco Sá Carneiro
- 1981-1983: Francisco Pinto Balsemão
- 1983-1984: Nuno Rodrigues dos Santos
- 1984-1985: Carlos Mota Pinto
- 1985-1995: Aníbal Cavaco Silva
- 1995-1996: Fernando Nogueiro
- 1996-1999: Marcelo Rebelo de Sousa
- 1999-2004: José Manuel Barroso
- 2004-2005: Pedro Santana Lopes
- 2005-2007: Luís Marques Mendes
- 2007-2008: Luís Filipe Menezes
- 2008-2010: Manuela Ferreira Leite
- 2010-2018: Pedro Passos Coelho
- 2018-2022: Rui Rio
- 2022-heden: Luís Montenegro

## Verkiezingsresultaten

### Portugese parlementsverkiezingen
De PSD behaalde de volgende resultaten bij de verkiezingen voor de Assembleia da República:
| Jaar | Percentage                          | Zetels    | Positie                           |
| ---- | ----------------------------------- | --------- | --------------------------------- |
| 1975 | 26,4%                               | 81 / 250  | Grondwetgevende vergadering       |
| 1976 | 24,4%                               | 73 / 263  | oppositie                         |
| 1979 | deel van Democratische Alliantie    | 80 / 250  | coalitieregering (met CDS en PPM) |
| 1980 | deel van Democratische Alliantie    | 82 / 250  | coalitieregering (met CDS en PPM) |
| 1983 | 27,2%                               | 75 / 250  | coalitieregering (met PS)         |
| 1985 | 29,9%                               | 88 / 250  | minderheidsregering               |
| 1987 | 50,2%                               | 148 / 250 | meerderheidsregering              |
| 1991 | 50,6%                               | 135 / 230 | meerderheidsregering              |
| 1995 | 34,1%                               | 88 / 230  | oppositie                         |
| 1999 | 32,3%                               | 81 / 230  | oppositie                         |
| 2002 | 40,2%                               | 105 / 230 | coalitieregering (met CDS)        |
| 2005 | 28,8%                               | 71 / 230  | oppositie                         |
| 2009 | 29,1%                               | 81 / 230  | oppositie                         |
| 2011 | 38,7%                               | 108 / 230 | coalitieregering (met CDS)        |
| 2015 | deel van alliantie Portugal Vooruit | 89 / 230  | oppositie                         |
| 2019 | 27,8%                               | 79 / 230  | oppositie                         |
| 2022 | 29,1%                               | 77 / 230  | oppositie                         |
| 2024 | deel van Democratische Alliantie    | 78 / 230  | coalitieregering (met CDS)        |

### Europese parlementsverkiezingen
De PSD behaalde de volgende resultaten bij de verkiezingen voor het Europees Parlement:
| Jaar | Percentage                             | Zetels  |
| ---- | -------------------------------------- | ------- |
| 1987 | 37,5%                                  | 10 / 24 |
| 1989 | 32,8%                                  | 9 / 24  |
| 1994 | 34,4%                                  | 9 / 25  |
| 1999 | 31,1%                                  | 9 / 25  |
| 2004 | deel van alliantie Voorwaarts Portugal | 7 / 24  |
| 2009 | 31,7%                                  | 8 / 22  |
| 2014 | deel van Portugal Alliantie            | 6 / 21  |
| 2019 | 21,9%                                  | 6 / 21  |
| 2024 | deel van Democratische Alliantie       | 6 / 21  |